# Roberto Amen
Roberto Amen (Genova, 23 luglio 1954) è un giornalista italiano, dal 2002 al 2013 vicedirettore di Rai Parlamento.

## Biografia
Nel 1978 si è laureato in Lettere moderne all'Università degli Studi di Genova. Dal 1983 è iscritto all'albo dei giornalisti professionisti..
Nel 1980 ha vinto il concorso per giornalisti radiotelevisivi ed è stato assunto in RAI dal TG2 allora diretto da Ugo Zatterin. Un inizio di carriera il suo, segnato da grandi avvenimenti di cronaca come l'attentato a Papa Giovanni Paolo II, l'offensiva dello Stato contro le Brigate Rosse. È stato telecronista da Vermicino durante la notte in cui si tentò invano di salvare il piccolo Alfredo Rampi, caduto in un pozzo. Ha seguito molte delle missioni spaziali del programma "Shuttle" realizzando diverse telecronache dirette e servizi speciali da Cape Canaveral, dal centro di controllo di Houston in Texas e dalla base aerea di Edwards in California. Dal 1983 è giornalista aerospaziale iscritto all'UGAI.
Dal 1983 al 1987 è stato il conduttore delle 2 edizioni del Tg2 a tarda sera; "TG2 Stasera" e "TG2 Stanotte", pur rimanendo anche saltuariamente la voce fuoricampo delle Previsioni del Tempo. Dal 1987 al 1992 è stato conduttore di "TG2 Oretredici", l'edizione del TG2 di maggiore ascolto. Questo lo ha portato ad essere conosciuto dal grande pubblico. Dal 1993 al 1995 fece il suo ritorno all'edizione notturna del Tg2.
Nel 1991 il Consiglio di Amministrazione della RAI gli ha affidato l'incarico di caporedattore alla sede RAI per la Liguria, incarico che ha ricoperto per due anni.
Al termine di questa esperienza è stato richiamato a Roma dal direttore del TG2 che gli ha dato la responsabilità e la conduzione, del quotidiano di approfondimento “Pegaso”.
Nel biennio 1997-1998 è stato responsabile e conduttore del nuovo supplemento tematico del TG2, “Costume e società”.
Nel 1999 si è trasferito a Rai 2 per realizzare una serie di servizi speciali. Nello stesso anno è entrato nel pool di giornalisti che hanno progettato e realizzato il canale satellitare digitale all news, RaiNews24, di cui è stato caporedattore e anche il primo conduttore: la mattina del 26 aprile 1999 alle 6:00 ha salutato il pubblico dal neonato canale satellitare che cominciava allora le sue trasmissioni.
Nel 2002 è stato nominato dal Consiglio di amministrazione alla vice direzione della Testata per l'informazione politica della Rai, l'attuale Rai Parlamento., mantenendo l'incarico fino al 2013.

## Vita privata
È sposato dal 1984 ed ha una figlia, Luisa Vittoria, nata nel 1991.